# Perpetua
Perpetua  è un nome proprio di persona italiano femminile.

## Varianti
- Maschili: Perpetuo[1][2]

### Varianti in altre lingue
- Basco
  - Maschili: Perpeta[3]
- Catalano: Perpètua 
  - Maschili: Perpetu[3]
- Francese: Perpétue 
  - Maschili: Perpet, Perpète
- Latino: Perpetua[1][4]
  - Maschili: Perpetuus[1][3], Perpetuüs
- Polacco: Perpetua
  - Maschili: Perpet
- Portoghese: Perpétua[4]
- Romeno: Perpetua
- Russo: Перпетуя (Perpetuja)
- Spagnolo: Perpetua[4]
  - Maschili: Perpetuo[3]
- Ungherese: Perpétua

## Origine e diffusione
Deriva dal tardo nome latino Perpetua, femminile di Perpetuus, basato sull'omonimo aggettivo che vuol dire "perpetuo", "continuo", "immutabile", "eterno"; il nome è stato adottato in ambienti cristiani con riferimento alla saldezza nella fede.
Diffusosi dapprima per la devozione verso santa Perpetua, il suo utilizzo è stato frenato dal personaggio manzoniano di Perpetua, la devota ma impicciona governante di don Abbondio dalla quale, tramite un processo deonomastico, è derivato il nome delle "perpetue", le domestiche dei sacerdoti.

## Onomastico
L'onomastico viene festeggiato generalmente il 7 marzo in ricordo di santa Perpetua, martire con santa Felicita a Cartagine. Si ricordano poi altri santi e sante con questo nome, alle date seguenti:
- 4 agosto, santa Perpetua, donna romana, madre di san Nazario[5]
- 26 settembre, santa Perpetua Hong Kum-Ju, uccisa a Seul, una dei martiri di Corea[7]
- 4 novembre, san Perpetuo, vescovo di Maastricht[6][8]
- 30 dicembre (od 8 aprile), san Perpetuo, vescovo di Tours[5][6][8]

## Persone

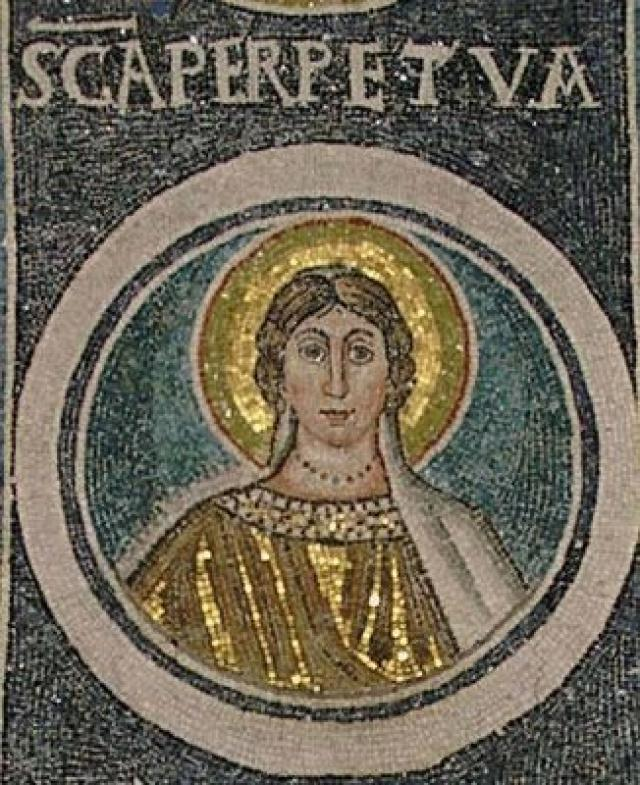
Santa Perpetua

- Perpetua, santa romana

### Variante maschile Perpetuo
- Perpetuo di Tours, vescovo e santo francese

## Il nome nelle arti
- Perpetua è il nome della domestica di don Abbondio nel romanzo di Alessandro Manzoni I promessi sposi. Da questo personaggio è derivato l'uso di definire come la "perpetua" la domestica di un sacerdote o, più in generale, una donna pettegola.